# Zinaspa
Zinaspa är ett släkte av fjärilar. Zinaspa ingår i familjen juvelvingar.
Kladogram enligt Catalogue of Life:
| Zinaspa | \| \| Zinaspa distorta \| \| \| \| \| \| Zinaspa karennia \| \| \| \| \| \| Zinaspa neglecta \| \| \| \| \| \| Zinaspa todara \| \| \| \| \| \| Zinaspa zana \| \| \| \| |
|         | \| \| Zinaspa distorta \| \| \| \| \| \| Zinaspa karennia \| \| \| \| \| \| Zinaspa neglecta \| \| \| \| \| \| Zinaspa todara \| \| \| \| \| \| Zinaspa zana \| \| \| \| |
|         | Zinaspa distorta |
|         | |
|         | Zinaspa karennia |
|         | |
|         | Zinaspa neglecta |
|         | |
|         | Zinaspa todara |
|         | |
|         | Zinaspa zana |
|         | |

## Bildgalleri

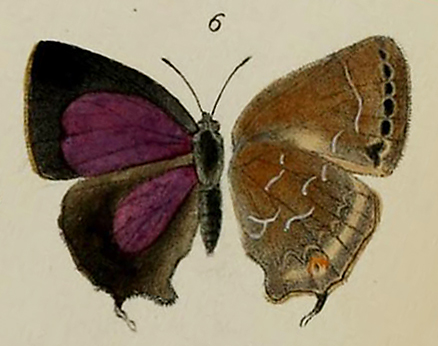
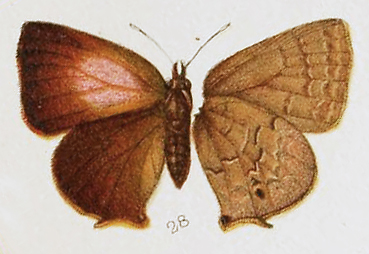